# De la interpretació
De la interpretació (Περὶ Ἑρμηνείας) és una obra d'Aristòtil inclosa a l'Organon que tracta de la lògica i del llenguatge. L'obra, escrita el segle iv aC, se sol conèixer amb el títol llatí De Interpretatione.

## Contingut
Al primer capítol explica que tots els éssers humans comparteixen el mateix contingut mental, tot i que s'expressi amb símbols diferents en la parla i l'escriptura. Les paraules aïllades tenen significat però no són ni vertaderes ni falses, és en incloure-les en una frase que adquireixen aquest valor. Posteriorment (capítol II) es defineixen els noms com aquells símbols que es refereixen a un significat concret, una entitat independent del temps. Aquests símbols estan formats per parts (lletres o sons) que per ells mateixos no tenen cap sentit. Els noms poden ser definits o indefinits. Se'ls oposen els verbs (III), que porten associada la noció del temps, essent el bàsic el present, perquè es refereix a éssers existents en aquell moment. Una frase es forma en unir un nom i un verb (IV), amb un significat comú adquirit per convenció (res de la natura indica que s'hagin hagut de triar aquells símbols i no uns altres per referir-se a aquelles entitats o accions). No totes les frases formen proposicions, que són les que es poden jutjat com a veritables o falses. Una proposició és una afirmació o negació sobre un fet (V) i es pot unir a altres proposicions per formar idees més complexes mitjançant conjuncions.
Cada proposició afirmativa té la seva contrapart negativa (VI) i es pot comprovar a l'exterior si s'adiu amb la realitat o no. El referent de la proposició pot ser una entitat universal (VII), com tots els homes, o un particular, un individu concret. En funció d'aquest referent, les afirmacions i negacions poden ser totals o categòriques i parcials, i s'indiquen amb modificadors davant dels noms ("alguns homes són rossos"). Això s'ha de considerar quan es descomponen proposicions complexes (VIII). Els fets referits al futur són sempre contingents (IX), fet que afecta el seu valor de veritat, ja que la comprovació no es pot realitzar en el moment de l'enunciació. Amb pocs elements es poden formar moltes proposicions (X), però no totes es refereixen a entitats que en la realitat siguin idees compostes (XI).
Al capítol XII diferencia entre graus d'existència i veritat, expressats amb verbs modals. Les relacions entre ells (XIII) ajuden a establir els valors de veritat de les proposicions lògiques fonamentals. Per les característiques del llenguatge, una afirmació d'alguns d'aquests graus no és el contrari estricte de la seva negació (XIV).

## Anàlisi
A l'obra apareixen sistematitzats conceptes bàsics de la filosofia del llenguatge i de la lògica, com ara la distinció entre significant i significat, el referent i el símbol. Es diferencia entre el valor existencial i del de simple suma del verb copulatiu. També s'analitzen casos com el problema dels futurs contingents, que va ser un dels motors de la lògica polivalent. Però l'essència del llibre rau en l'anàlisi de les proposicions elementals que afirmen o neguen les propietats d'una entitat.
Inclou taules que han ajudat al desenvolupament de la lògica clàssica (com per exemple el quadre d'oposicions), elements que parteixen de considerar més a fons alguns dels elements inclosos al diàleg El Sofista del seu mestre Plató. Utilitza la negació com un element que afecta només a l'element que acompanya, fet que exclou les negacions de tota la proposició, recullides per la tradició posterior, especialment a partir de les recerques dels estoics.